# Larry Holmes
Larry Holmes, född 3 november 1949 i Cuthbert i Georgia, är en amerikansk före detta boxare som var världsmästare i tungvikt 1978–1985. Han vann under åren 1973–1985 48 matcher i rad.

## Boxningskarriär

### Världsmästare - på riktigt
Holmes var i början av karriären sparringpartner åt Muhammad Ali men steg även själv snabbt i rankingen och tog 9 juni 1978 WBC-titeln genom att besegra Ken Norton på poäng. Muhammad Ali som återtog WBA-versionen från Leon Spinks i september samma år betraktades dock som den "riktige" mästaren fram tills han drog sig tillbaka året efter. När Ali väl var borta framstod Holmes som den i särklass bäste tungviktsboxaren och efter att ha besegrat Muhammad Ali i dennes comeback 1980 erkände alla honom som den nye tungviktskungen. Alis tränare, Angelo Dundee, bad domaren stoppa den ensidiga matchen efter 10 ronder. 
Holmes erövrade sedan IBF-titeln (efter att WBC tagit den titeln från honom) och höll den fram till 1985 då han förlorade den till Michael Spinks. Han förlorade även en returmatch följande år. Förutom Holmes själv ansåg även många boxningsjournalister att han blivit bortdömd i båda matcherna. Förlusterna blev extra bittra på grund av att Holmes hade chansen att passera legendaren Rocky Marcianos rekord på 49 raka segermatcher. Totalt försvarade han titeln 20 gånger och bara Joe Louis har gjort fler titelförsvar i tungvikt (25).

### Nära titlar i comebacker
Liksom den jämnårige George Foreman slutade Holmes aldrig att drömma om att ta tillbaka VM-titeln. Han gjorde comeback i början av 90-talet och tog den mindre betydelsefulla WBO-titeln genom att poängbesegra Ray Mercer. I en match om den "riktiga" VM-titeln förlorade han 1992 mot Evander Holyfield på poäng. Dessförinnan hade han 1988 gjort en tillfällig comeback men förlorat mot Mike Tyson på KO i rond 4.
Holmes fortsatte dock att boxas efter nederlaget mot Holyfield. 1995 gjorde han en mycket stark insats mot WBC-mästaren Oliver McCall men förlorade knappt på poäng. Hade Holmes vunnit matchen hade det förmodligen blivit en match mot jämnårige George Foreman som innehade WBA- och IBF-titlarna. Larry Holmes gick sin sista match så pass sent som 2002 när han besegrade Eric Esch. Totalt gick Holmes 75 matcher, vann 69 av dem och förlorade alltså bara 6 gånger.

## Eftermälet

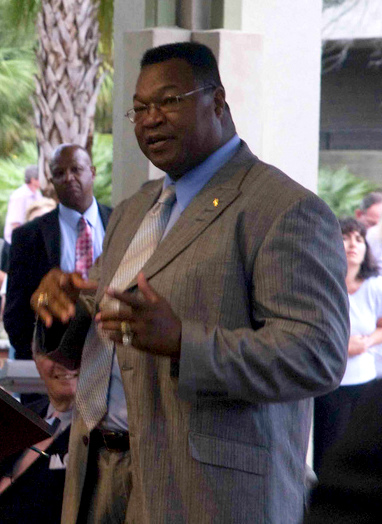
Holmes år 2010

Boxningsvänner och experter tvistar en del om hur högt Holmes ska rankas i tungviktshistorien. Somliga anser att han är en av de bästa tungviktsboxarna någonsin, andra att han är överskattad. Ett "problem" för honom är att han under sin storhetstid aldrig fick chansen att ena tungviktstiteln och att tungviktsklassen (bakom Holmes) anses ha varit osedvanligt svag under 80-talets första hälft. Av alla de mästare som passerade revy hos de andra organisationerna 1978-85 lyckades emellertid ingen att försvara titeln mer än två gånger, vilket ger en fingervisning om att han stod i en klass för sig själv. Förutom Ali och Ken Norton besegrade Holmes bl.a. ex-mästaren Leon Spinks, Mike Weaver, Ernie Shavers, Trevor Berbick, ovan nämnde Ray Mercer och det stora "vita hoppet" Gerry Cooney. Matchen mot Cooney som gick 11 juni 1982 var oerhört upphaussad med vissa rasistiska undertoner i förhandsreklamen. Själva matchen vann Holmes på TKO i rond 13.
När The Ring Magazine 2002 rankade de 80 bästa boxarna 1922-2002 (oavsett viktklass) kom Larry Holmes på 27:e plats. Bland tungviktarna hamnade han på sjätte plats, långt före till exempel Mike Tyson.

### Webbsidor
- Holmes på boxrec.com